# Herculano Sancho da Silva Pedra

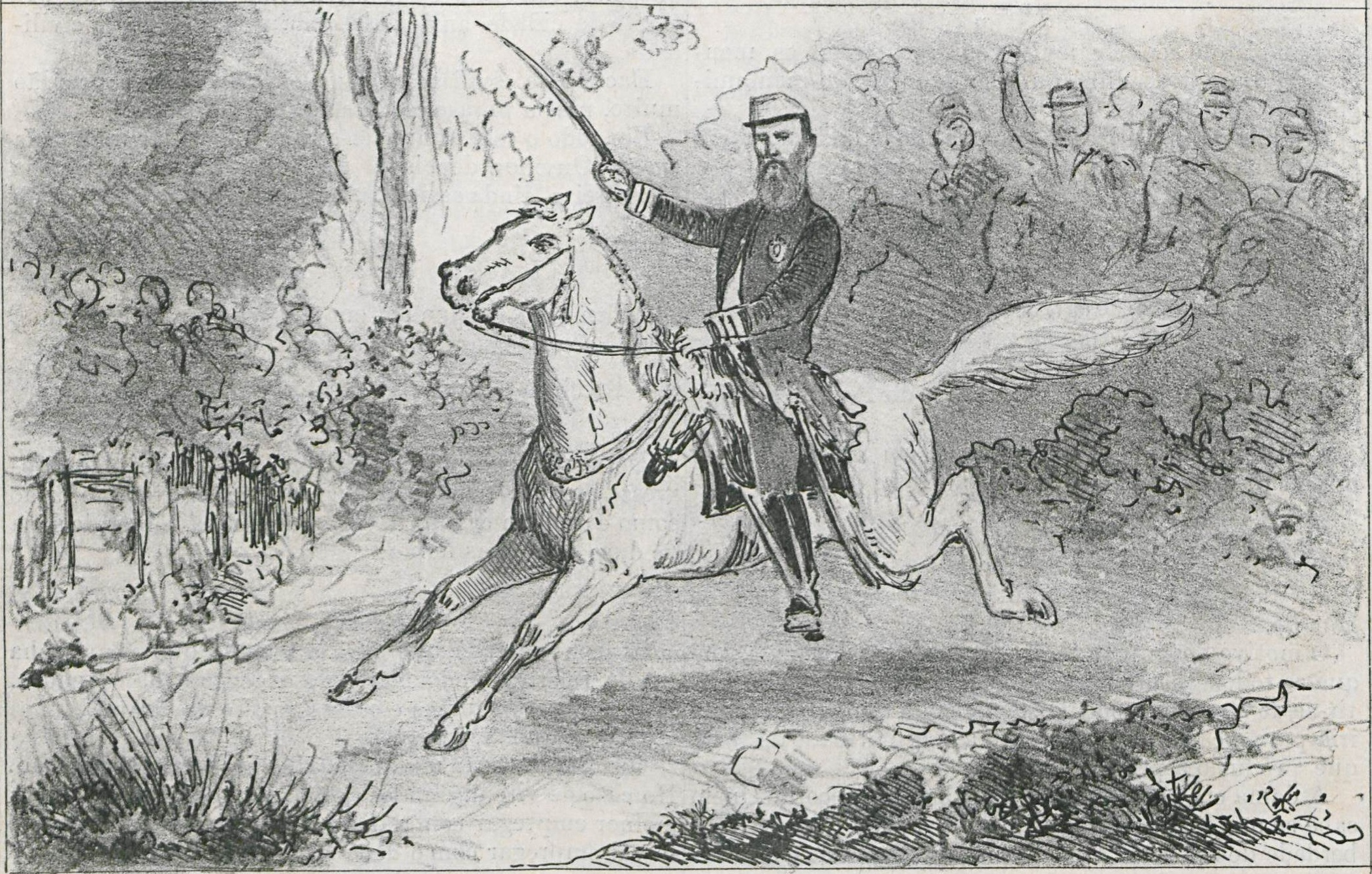
Major Herculano Sancho da Silva Pedra.

Herculano Sancho da Silva Pedra (f. 6 de julho de 1879, Rio de Janeiro) foi um militar do Exército Brasileiro com importante atuação na Guerra do Paraguai. Em 1854 detinha a patente de major. Em 1869 detinha o posto de coronel e participou da Batalha de Campo Grande, estando retratado no quadro "Batalha de Campo Grande" de Pedro Américo de Figueiredo e Mello. Faleceu a 6 de julho de 1879 na cidade do Rio de Janeiro, com a patente de brigadeiro, e seu nome foi dado a uma rua da mesma cidade.

## Literatura

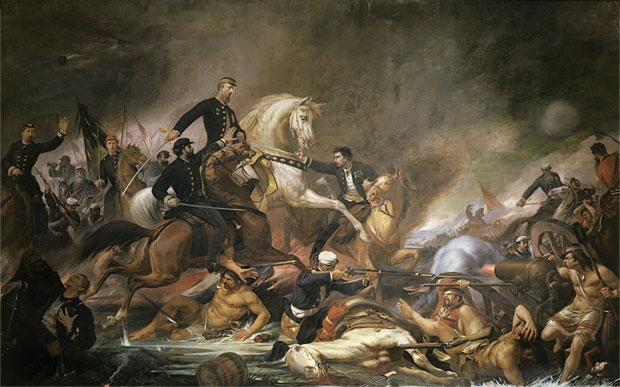
O coronel Herculano Sancho da Silva Pedra está retratado no canto direito do quadro "Batalha de Campo Grande" por Pedro Américo.

- Laemmert, Eduardo. Almanak administrativo, mercantil e industrial da corte e província do Rio de Janeiro para o anno de 1854. Eduardo e Henrique Laemmert, Rio de Janeiro 1854. (em linha)
- Taunay, Alfredo d'Escragnolle (Visconde de Taunay). A Campanha da Cordilheira. Diário do Exercito, 1° Volume, 1869. Melhoramentos, São Paulo. (em linha)
- Maciel da Silva, Alfredo Pretextato. Os generais do exercito brasileiro de 1822 a 1889, Volume 3. 1942.
- Pinacoteca do Museu Imperial. Museu Imperial, Brazil. s.n., 1956.